# Брыково (городской округ Истра)
Брыково — деревня в городском округе Истра Московской области России. С 2006 по 2017 год входила в состав сельского поселения Букарёвское Истринского района. Непосредственно примыкает к посёлкам Глебовский и Красный.
Рядом с деревней находится остановка «Глебовская ПТФ», откуда имеется сообщение с городом Истрой (маршруты Истра — Глебово и Истра — Глебовская ПТФ) и близлежащей железнодорожной станцией «Холщёвики» Рижского направления Московской железной дороги.
В деревне родился Александр Газов — советский спортсмен, Олимпийский чемпион (1976) и бронзовый призёр (1980) по стрельбе.

## Население
| 2002 | 2006 | 2010 |
| ---- | ---- | ---- |
| 21   | ↗119 | ↘17  |